# Constança de França
|  | Per a altres significats, vegeu «Constança de França, filla de Lluís VI». |

Constança de França (~1078 - 14 de setembre de 1126) va ser la filla del rei Felip I de França, i Berta d'Holanda. Per matrimoni, fou successivament comtessa de Troyes, princesa d'Antioquia, duquessa d'Apulia i Calàbria.

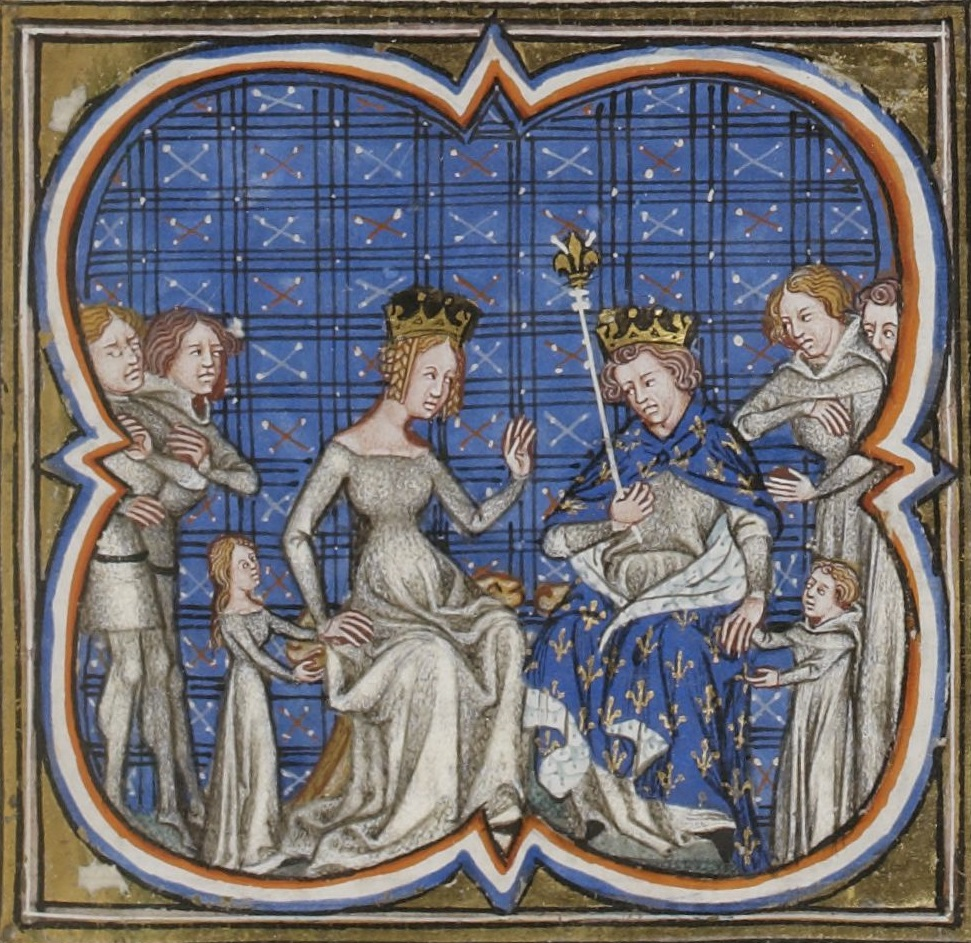
Felip, Berta, Lluís (amb Felip) i Constança (amb Berta)

El seu pare la feu casar entre 1093 i 1095 amb Hug de Blois, que acabava d'heretar el comtat de Troyes. El propòsit del rei Felip era entrar en l'esfera d'influència de la poderosa casa de Blois, per contrarestar l'oposició del Comte d'Anjou Folc IV el Tauró, però aquesta aliança es va arribar a la conclusió massa tard, que són deu anys Esteve II de Blois, germà gran d'Hug i titular de la majoria dels comtats dels Blois es casà amb Adela d'Anglaterra, filla de Guillem el Conqueridor. D'aquest matrimoni va néixer un fill, Manassès
que morí després de 1102.
Al cap de deu anys, Constança sol·licità l'anul·lació del seu matrimoni, per raons desconegudes,
i va obtenir Soissons el 25 de desembre de 1104. És cert que poc temps després, el rei Felip I associà el seu fill Lluís al tron, que ha restaurat amb èxit l'autoritat real i sotmetre als vassalls més rebels. Constança que no podia esperar que l'ajuda del seu pare indolent, sap que pot comptar amb el seu germà.
Després l'anul·lació del matrimoni, Constança es va retirar a la cort de la seva germana Adela d'Anglaterra, regent dels comtats del seu marit mort a Terra Santa. Adela és una princesa molt lletrat, el tribunal de Xampanya és ara un tall comença a ser brillant. Fins i tot sembla que Adela utilitza tot el seu poder per obtenir l'anul·lació. Hug deixa de lluitar a Terra Santa, retornant a Troyes en 1107, després se'n tornà a Orient en 1111.

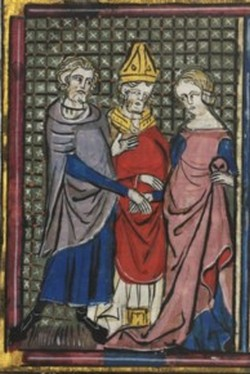
Representació del matrimoni de Bohemon i Constança

Alhora, Bohemon de Tàrent, acabat d'alliberar pels turcs, va tornar a Europa per aconseguir un alleujament per als croats a Terra Santa. La regència del principat d'Antioquia és proporcionada pel seu nebot Tancred d'Hauteville. No se sap qui fou la proposta de matrimoni, però el rei Felip feu casar Constança amb Bohemon de Tàrent el 1106. El matrimoni es va celebrar a la catedral de Chartres, i les festes tenen lloc al palau de la comtessa Adela, que també va prendre part en les negociacions. El nuvi va aprofitar l'oportunitat per animar la noblesa dels combats a l'est, i també negocia el matrimoni del seu nebot Tancred amb la germanastra de Constança, Cecília de França.
Després del seu matrimoni, Constança acompanya al seu marit a l'Apúlia, on ella dona a llum a Bohemon II (1107 -1130), el futur príncep d'Antioquia. Bohemon va anar a lluitar contra l'Imperi Romà d'Orient, però va ser derrotat en Durazzo, capturat i obligat a signar el Tractat de Devol, pel que l'emperador és senyor del Principat d'Antioquia. Tancred es va negar a reconèixer el tractat i Bohemon es va retirar a Bari, on va morir en 1111. Constança té la regència dels ducats de Calàbria i Apuleu en nom del seu fill i es va emportar el títol de Reina com a filla del rei de França, però és atrapat per Grimoald Alferanites, que es va proclamar senyor de Bari. Alliberat en 1120 en la intervenció del rei Roger II de Sicília
però a canvi del seu alliberament, Constança va haver de renunciar a la regència sobre el seu fill, però, ha de renunciar a la regència. Ella va morir el 14 de setembre de 1126 i el seu fill Bohemon es va dirigir a l'est per prendre el Principat d'Antioquia.
Constança va actuar com a regent dels ducats de Calàbria i Apulia en nom del seu fill
i es va emportar el títol de Reina com una filla del rei de França, però va ser empresonat per Grimoaldo Alferanites, que es va proclamar Senyor de Bari. Constança va ser llançat en 1120 en la intervenció del rei Roger II de Sicília i el Papa, 

## Família
A continuació es mostra un arbre amb l'ascendència de Constança de França fins al cinquè grau.
Aquest arbre intenta representar la família contemporània de Constança de França.
|                                     |                                     |                                     |                                     |                                     |                                     |  |  | Berta d'Holanda (1058 -1094)     | Berta d'Holanda (1058 -1094)     | Berta d'Holanda (1058 -1094)     | Berta d'Holanda (1058 -1094)     | Berta d'Holanda (1058 -1094)     | Berta d'Holanda (1058 -1094)     |                         |                         |                         |                         |                        |                        |                                                         |                                                         |                                                         |                                                         | Felip I de França (1052 -1108) rei de França            | Felip I de França (1052 -1108) rei de França            | Felip I de França (1052 -1108) rei de França          | Felip I de França (1052 -1108) rei de França          | Felip I de França (1052 -1108) rei de França          | Felip I de França (1052 -1108) rei de França          |  |  |                                   |                                   |                                   |                                   |                                   |                                   |  |  | Bertrada de Montfort (1070 -1117)                   | Bertrada de Montfort (1070 -1117)                   | Bertrada de Montfort (1070 -1117)                   | Bertrada de Montfort (1070 -1117)                   | Bertrada de Montfort (1070 -1117)                   | Bertrada de Montfort (1070 -1117)                   |  |  |
|                                     |                                     |                                     |                                     |                                     |                                     |  |  | Berta d'Holanda (1058 -1094)     | Berta d'Holanda (1058 -1094)     | Berta d'Holanda (1058 -1094)     | Berta d'Holanda (1058 -1094)     | Berta d'Holanda (1058 -1094)     | Berta d'Holanda (1058 -1094)     |                         |                         |                         |                         |                        |                        |                                                         |                                                         |                                                         |                                                         | Felip I de França (1052 -1108) rei de França            | Felip I de França (1052 -1108) rei de França            | Felip I de França (1052 -1108) rei de França          | Felip I de França (1052 -1108) rei de França          | Felip I de França (1052 -1108) rei de França          | Felip I de França (1052 -1108) rei de França          |  |  |                                   |                                   |                                   |                                   |                                   |                                   |  |  | Bertrada de Montfort (1070 -1117)                   | Bertrada de Montfort (1070 -1117)                   | Bertrada de Montfort (1070 -1117)                   | Bertrada de Montfort (1070 -1117)                   | Bertrada de Montfort (1070 -1117)                   | Bertrada de Montfort (1070 -1117)                   |  |  |
|                                     |                                     |                                     |                                     |                                     |                                     |  |  |                                  |                                  |                                  |                                  |                                  |                                  |                         |                         |                         |                         |                        |                        |                                                         |                                                         |                                                         |                                                         |                                                         |                                                         |                                                       |                                                       |                                                       |                                                       |  |  |                                   |                                   |                                   |                                   |                                   |                                   |  |  |                                                     |                                                     |                                                     |                                                     |                                                     |                                                     |  |  |
|                                     |                                     |                                     |                                     |                                     |                                     |  |  |                                  |                                  |                                  |                                  |                                  |                                  |                         |                         |                         |                         |                        |                        |                                                         |                                                         |                                                         |                                                         |                                                         |                                                         |                                                       |                                                       |                                                       |                                                       |  |  |                                   |                                   |                                   |                                   |                                   |                                   |  |  |                                                     |                                                     |                                                     |                                                     |                                                     |                                                     |  |  |
| Lluís VI rei de França (1080 -1137) | Lluís VI rei de França (1080 -1137) | Lluís VI rei de França (1080 -1137) | Lluís VI rei de França (1080 -1137) | Lluís VI rei de França (1080 -1137) | Lluís VI rei de França (1080 -1137) |  |  | Hug comte de Troyes (1074 -1126) | Hug comte de Troyes (1074 -1126) | Hug comte de Troyes (1074 -1126) | Hug comte de Troyes (1074 -1126) | Hug comte de Troyes (1074 -1126) | Hug comte de Troyes (1074 -1126) |                         |                         | Constança (1078 -1125)  | Constança (1078 -1125)  | Constança (1078 -1125) | Constança (1078 -1125) | Constança (1078 -1125)                                  | Constança (1078 -1125)                                  |                                                         |                                                         | Bohemon de Tàrent príncep d'Antioquia (v. 1054 -1111)   | Bohemon de Tàrent príncep d'Antioquia (v. 1054 -1111)   | Bohemon de Tàrent príncep d'Antioquia (v. 1054 -1111) | Bohemon de Tàrent príncep d'Antioquia (v. 1054 -1111) | Bohemon de Tàrent príncep d'Antioquia (v. 1054 -1111) | Bohemon de Tàrent príncep d'Antioquia (v. 1054 -1111) |  |  | Cecília de França (1097 -ap.1145) | Cecília de França (1097 -ap.1145) | Cecília de França (1097 -ap.1145) | Cecília de França (1097 -ap.1145) | Cecília de França (1097 -ap.1145) | Cecília de França (1097 -ap.1145) |  |  | Tancred de Galilea príncep d'Antioquia (1072 -1112) | Tancred de Galilea príncep d'Antioquia (1072 -1112) | Tancred de Galilea príncep d'Antioquia (1072 -1112) | Tancred de Galilea príncep d'Antioquia (1072 -1112) | Tancred de Galilea príncep d'Antioquia (1072 -1112) | Tancred de Galilea príncep d'Antioquia (1072 -1112) |  |  |
| Lluís VI rei de França (1080 -1137) | Lluís VI rei de França (1080 -1137) | Lluís VI rei de França (1080 -1137) | Lluís VI rei de França (1080 -1137) | Lluís VI rei de França (1080 -1137) | Lluís VI rei de França (1080 -1137) |  |  | Hug comte de Troyes (1074 -1126) | Hug comte de Troyes (1074 -1126) | Hug comte de Troyes (1074 -1126) | Hug comte de Troyes (1074 -1126) | Hug comte de Troyes (1074 -1126) | Hug comte de Troyes (1074 -1126) |                         |                         | Constança (1078 -1125)  | Constança (1078 -1125)  | Constança (1078 -1125) | Constança (1078 -1125) | Constança (1078 -1125)                                  | Constança (1078 -1125)                                  |                                                         |                                                         | Bohemon de Tàrent príncep d'Antioquia (v. 1054 -1111)   | Bohemon de Tàrent príncep d'Antioquia (v. 1054 -1111)   | Bohemon de Tàrent príncep d'Antioquia (v. 1054 -1111) | Bohemon de Tàrent príncep d'Antioquia (v. 1054 -1111) | Bohemon de Tàrent príncep d'Antioquia (v. 1054 -1111) | Bohemon de Tàrent príncep d'Antioquia (v. 1054 -1111) |  |  | Cecília de França (1097 -ap.1145) | Cecília de França (1097 -ap.1145) | Cecília de França (1097 -ap.1145) | Cecília de França (1097 -ap.1145) | Cecília de França (1097 -ap.1145) | Cecília de França (1097 -ap.1145) |  |  | Tancred de Galilea príncep d'Antioquia (1072 -1112) | Tancred de Galilea príncep d'Antioquia (1072 -1112) | Tancred de Galilea príncep d'Antioquia (1072 -1112) | Tancred de Galilea príncep d'Antioquia (1072 -1112) | Tancred de Galilea príncep d'Antioquia (1072 -1112) | Tancred de Galilea príncep d'Antioquia (1072 -1112) |  |  |
|                                     |                                     |                                     |                                     |                                     |                                     |  |  |                                  |                                  |                                  |                                  |                                  |                                  |                         |                         |                         |                         |                        |                        |                                                         |                                                         |                                                         |                                                         |                                                         |                                                         |                                                       |                                                       |                                                       |                                                       |  |  |                                   |                                   |                                   |                                   |                                   |                                   |  |  |                                                     |                                                     |                                                     |                                                     |                                                     |                                                     |  |  |
|                                     |                                     |                                     |                                     |                                     |                                     |  |  |                                  |                                  |                                  |                                  | Manassès (mort v. 1102)          | Manassès (mort v. 1102)          | Manassès (mort v. 1102) | Manassès (mort v. 1102) | Manassès (mort v. 1102) | Manassès (mort v. 1102) |                        |                        | Bohemon II d'Antioquia príncep d'Antioquia (1107 -1130) | Bohemon II d'Antioquia príncep d'Antioquia (1107 -1130) | Bohemon II d'Antioquia príncep d'Antioquia (1107 -1130) | Bohemon II d'Antioquia príncep d'Antioquia (1107 -1130) | Bohemon II d'Antioquia príncep d'Antioquia (1107 -1130) | Bohemon II d'Antioquia príncep d'Antioquia (1107 -1130) |                                                       |                                                       |                                                       |                                                       |  |  |                                   |                                   |                                   |                                   |                                   |                                   |  |  |                                                     |                                                     |                                                     |                                                     |                                                     |                                                     |  |  |